# Koreanische Kriegsgedenkstätte
Die Koreanische Kriegsgedenkstätte (전쟁기념관서울) befindet sich in Seoul (Südkorea) und wurde am 10. Juni 1994 eröffnet. Es ist sowohl eine Kriegsgedenkstätte als auch ein Militärmuseum. Zudem soll an die Teilung Koreas erinnert und eine koreanische Wiedervereinigung angeregt werden.
Bei dem Bauwerk handelt es sich um das ehemalige Hauptquartier der südkoreanischen Armee. Es hat vier oberirdische und zwei unterirdische Stockwerke. Die Fläche beträgt 20.000 m².

## Gedenkstätte
Zum Gedenken an die Kriege, in die Korea involviert war, und zum Gedenken an deren Gefallenen sowie zum Gedenken an die Teilung Koreas befinden sich folgende Objekte auf dem Vorplatz (Plaza):
- Mahnmal zur Erinnerung an den Koreakrieg (전쟁기념관); Dolchform; Bronzeskulptur, Höhe: 8  Meter, besteht aus 2 Teilen, die die Landesteile Nord-  und  Südkorea symbolisieren, daneben 2 fast halbkreisförmige Figurengruppen aus Soldaten (Bronzeskulpturen)
- Mahnmal „Die zwei Brüder“ (兄弟像, nord- und südkoreanische Soldaten umarmen sich [übergroß]; Bronzeskulptur)
- Uhrenturm aus Bronze mit zwei Uhrzeiten, eine Uhr steht auf 4 Uhr (25. Juni 1950).[3]
- An einem Umgang sind auf schwarzen Marmortafeln die Namen aller (bekannten) koreanischen Gefallenen im Koreakrieges und im Vietnamkrieg eingemeißelt. Des Weiteren südkoreanische Soldaten, die bei Auseinandersetzungen mit Nordkorea gefallen sind sowie südkoreanische Polizeibeamte, die im Dienst getötet wurden.[4]

## Dauerausstellung
Das Museum zeigt ca. 13.000 Objekte aus der gesamten Militärgeschichte Koreas. Die meisten Objekte befinden sich im Gebäude, jedoch gibt es auch eine große Außenfläche mit ca. 100 Exponaten (Kriegsgerät).

### Innenbereich
(Auswahl)
- Schildkrötenschiff (1:1-Replik)
- T-34/85-Panzer

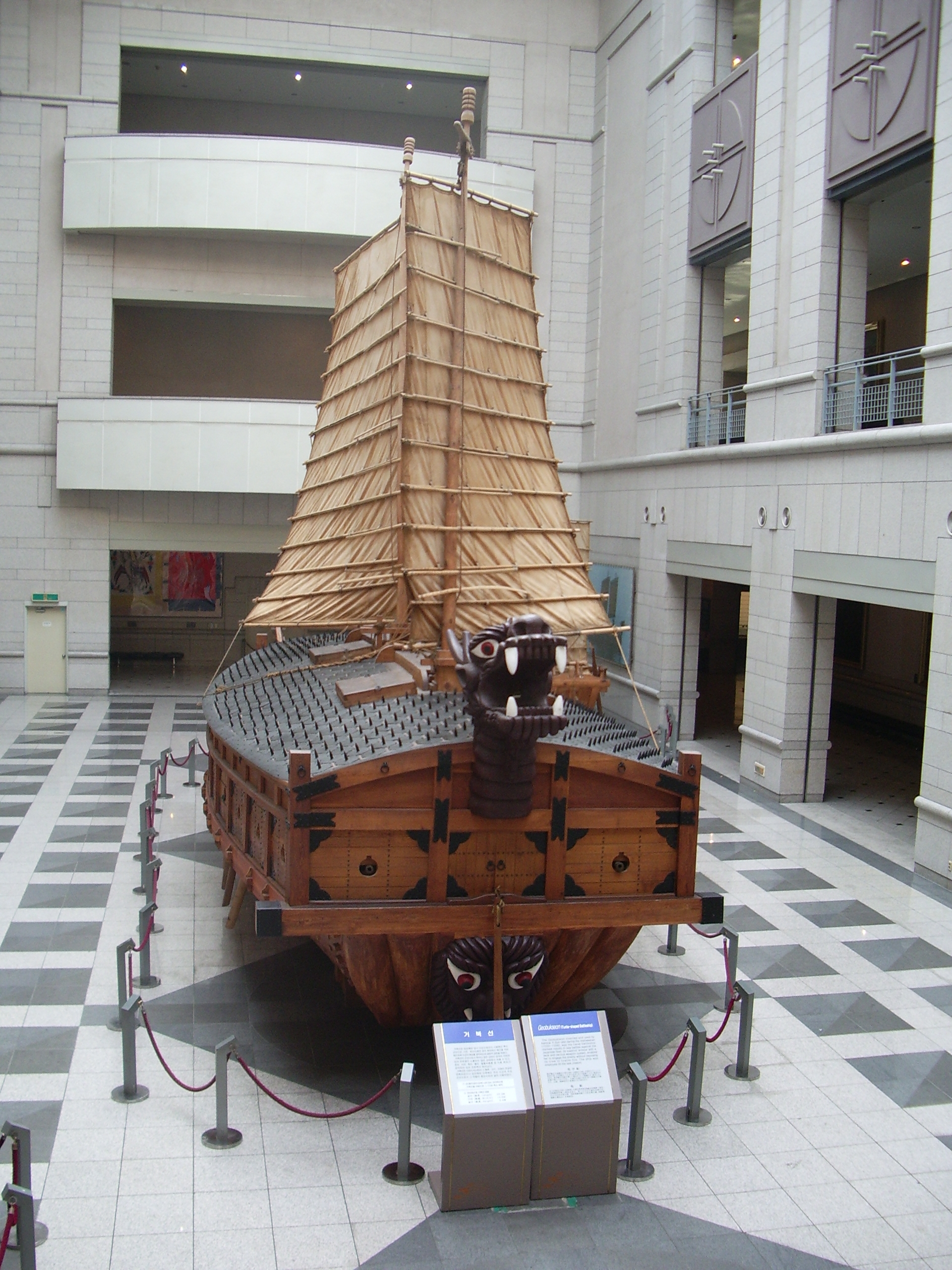
Schildkrötenschiff

- MiG-15UTI Midget (Ausbildungsflugzeug)
- Piper L-4J Grasshopper (Koreakrieg)(Aufklärungsflugzeug)
- Stinson L-5G „Sentinel“ (Aufklärungsflugzeug)
- Hiller OH-23G Raven (Hubschrauber)
- Jakowlew Jak-18 (Ausbildungsflugzeug)
- Staatskarosse von Kim Il Sung

### Außenbereich

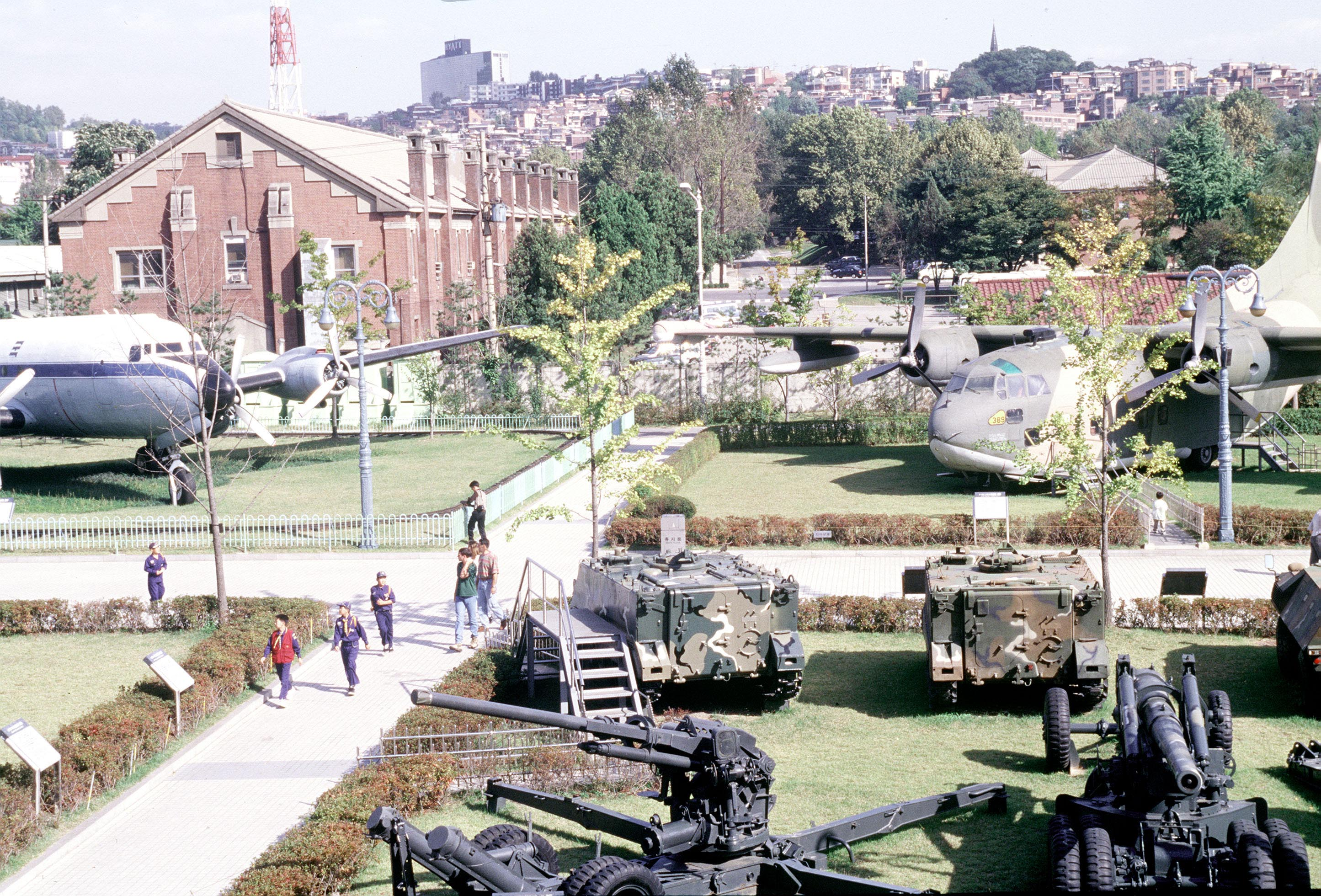
Außenbereich (Teilansicht)

(Auswahl)

#### Flugzeuge
- de Havilland Canada U-6A Beaver 51-16837 (L-20A, Baujahr 1952, zuletzt Luftstreitkräfte Südkorea)[5]
- Antonow An-2
- B-52 Stratofortress

#### Hubschrauber
- Bell AH-1J “International Cobra” 29066
- Bell UH-1B Iroquois 62-12542
- Sikorsky H-5H Dragonfly 49-2007 (Baujahr 1949)

#### Panzerfahrzeuge
- 2 M4A3E8 Sherman
- T-34/85
- M36
- M56
- M46

#### Artilleriekanonen und Flugabwehrwaffen
- Katjuscha BM-13-16N (Raketenwerfer)

#### Lenkflugkörper
- MIM-14 Nike Hercules
- MIM-23 Hawk
- Scud

#### Wasserfahrzeuge
- Patrouillenboot der Chamsuri-Klasse
- Submersible Infiltration Landing Craft (SILC)
- Hurricane Aircat (jeweils Kriegsbeute aus Nordkorea)

## Sonstiges
Zum Thema Steinzeit wird ein Fragment der Petroglyphen von Bangudae gezeigt, dies sind die ältesten bekannten Artefakte des Landes. Im Außenbereich befindet sich eine Stele aus dem Jahr 414 (gewidmet König Gwanggaeto von Goguryeo, Gewicht: 37 Tonnen).

## Abbildungen

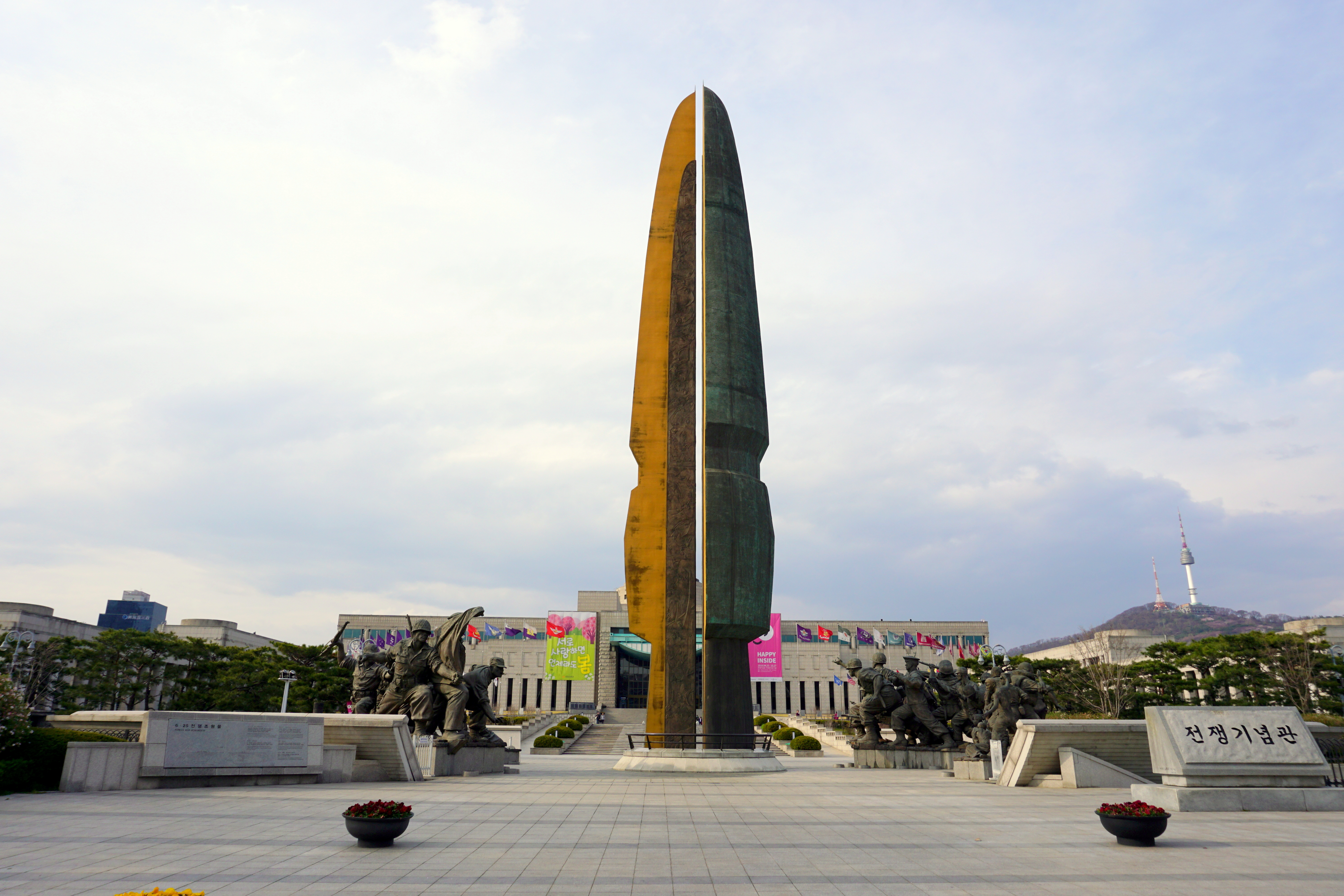
Hauptmonument (Korean War Tower, Dolchform, 2003)
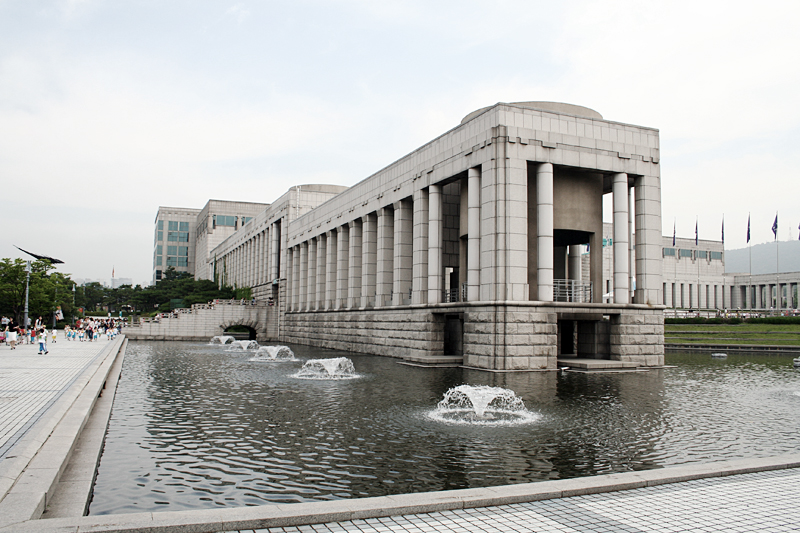
Seitenansicht
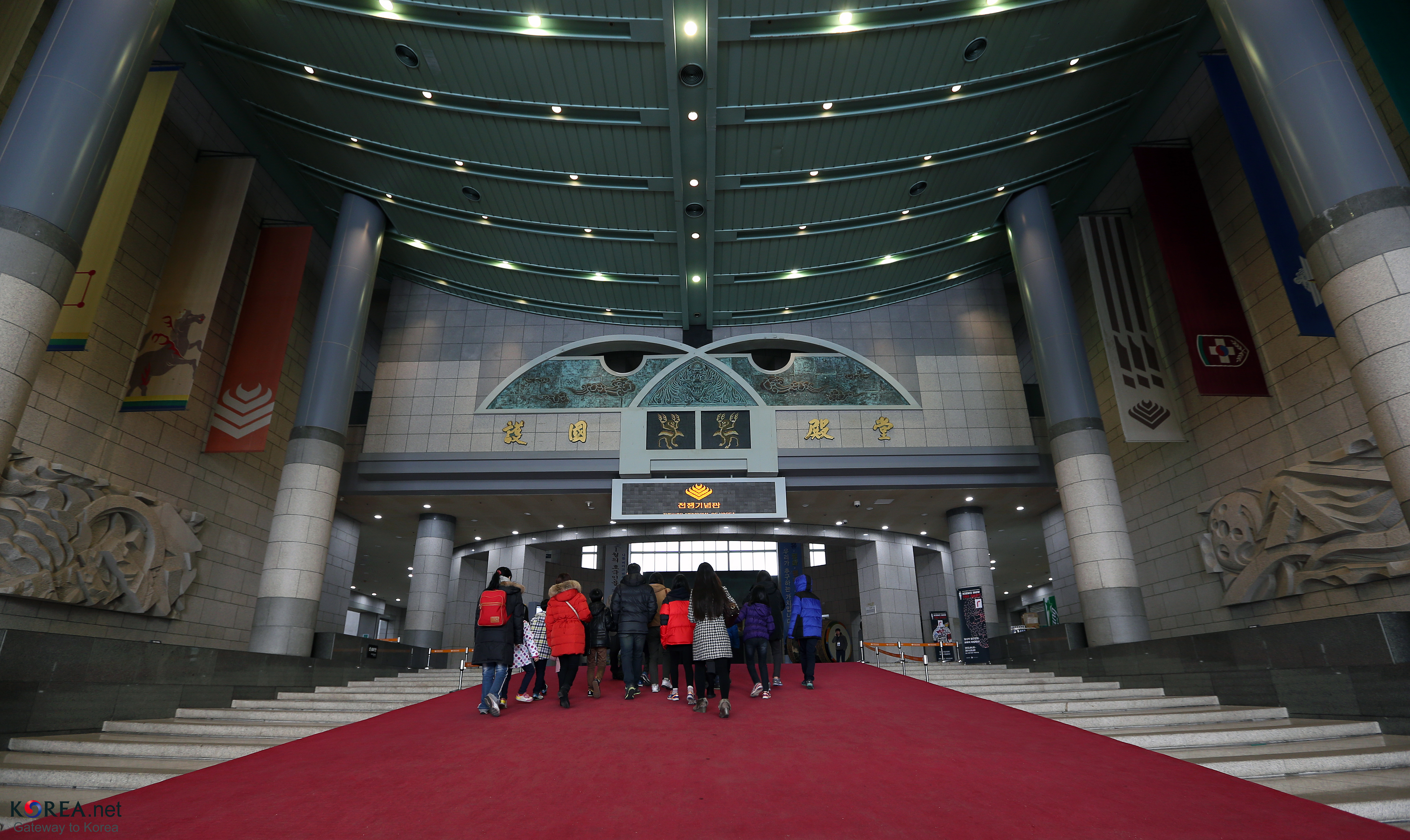
Haupteingang (innen)
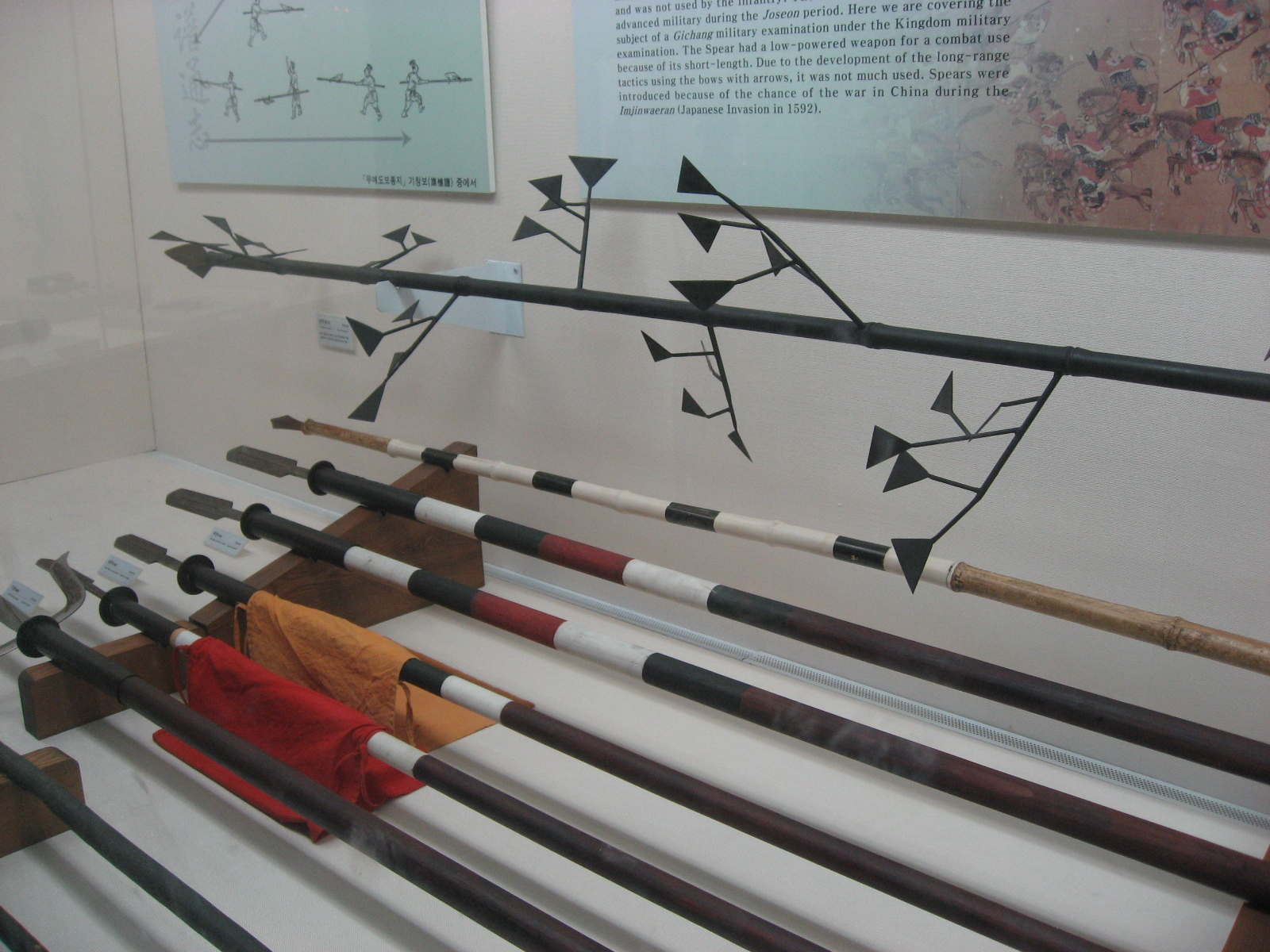
Historische Speere
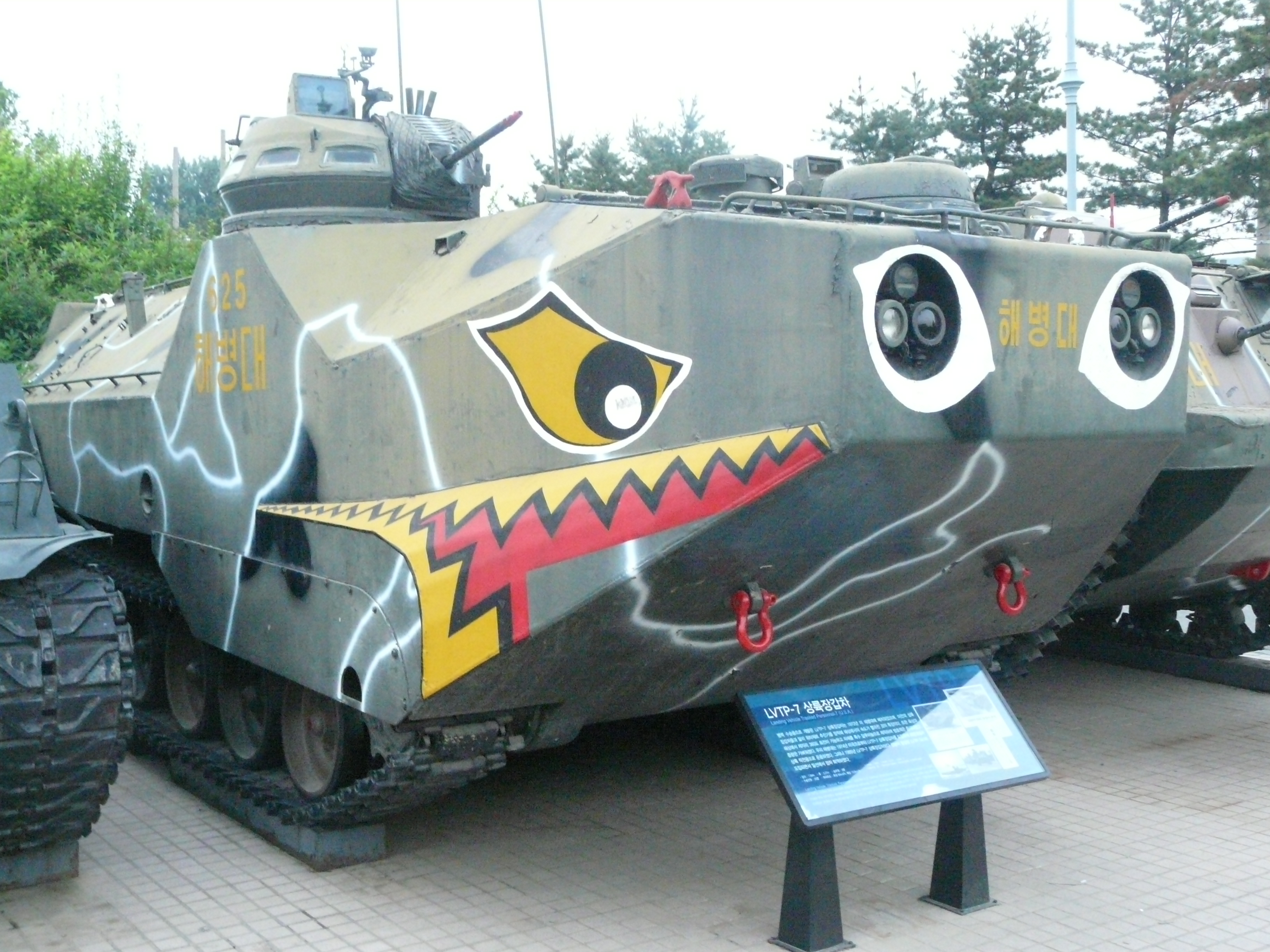
AAV7